# Morgans Hotel Group
Morgans Hotel Group (MHG) fu un'azienda multinazionale di ospitalità acquisita da SBE Entertainment Group nel 2016.
La società fu fondata da Ian Schrager, accreditato inventore del concetto di hotel boutique nel 1984 quando aprì Morgans Hotel a New York.

## Hotel MHG
- New York
  - Morgans Hotel- style designed by Andree Putman
  - Royalton Hotel- style designed by Phillipe Starck
  - Hudson Hotel
- South Beach
  - Delano Hotel
  - Mondrian Hotel- style designed by Marcel Wanders
  - Shore Club Hotel[1]
- Los Angeles
  - Mondrian Hotel-style designed by Benjamin Noriega Oritz
- Las Vegas
  - Delano Las Vegas
- San Francisco
  - Clift
- Londra
  - St Martins Lane Hotel[2]
  - Sanderson Hotel
  - Mondrian London at Sea Containers
- Istanbul
  - 10 Karakoy A Morgans Original[3]